# 勒·西弗
勒·西弗 (法語：Le Chiffre，法語發音：[lə ʃifʁ]；意为“密码”或“数字”）是一个虚构人物，为伊恩·弗莱明于1953年所著小说《皇家赌场》中的主要反派。1954年，小说被第一次改编为由CBS播出的电视剧《Climax!》的其中一集，由彼得·罗饰演。1967年，再度被改编为同名电影，由奥森·韦尔斯饰演。而在2006年版本的同名电影中，则由麦斯·米克尔森饰演。
弗莱明以神秘学家阿莱斯特·克劳利为原型创作了这个角色。 

## 小说里的人物经历
勒·西弗，别名“Die Nummer”、“Mr. Number”、“Herr Ziffer”以及“The Number”、“The Numeral”、“The Figure”、“The Cipher”或以“The Code”为名翻译成各种语言。是SMERSH控制的阿尔萨斯工人工会(法語：Syndicat des Ouvriers d'Alsace) 的工薪出纳员。 
1945年6月，他首次出现于同盟國軍事佔領德國，是达豪县难民营地的一名囚犯。他在难民营地表现（或是装作）有失语症和失忆症。他在三个月后，恢了语言能力，并持有无国籍护照转移到阿尔萨斯-洛林和斯特拉斯堡。他此时采用了勒·西弗这个名字，名字的由来正如他所说，他“只是护照上的一串号码”。

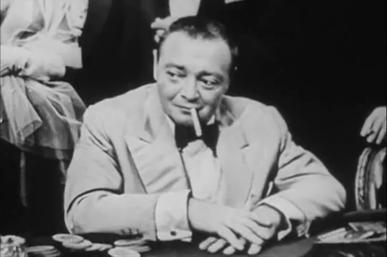
彼得·罗在1954年改编的电视剧《Climax!》中的《皇家赌场》一集里饰演该角色。

他在小说中担任阿尔萨斯工人工会的薪资出纳员。MI6相信，如果北约和東方集團之间爆发第三次世界大战，该工会将成为第五縱隊，能够动员其5万名工会成员夺取法国和西德边境大部分地区的控制权。
勒·西弗用属于施密尔舒的5000万法郎的补贴金对Cordon Jaune连锁妓院进行了大规模投资。这项投资在禁止于法国卖淫的Loi Marthe Richard通过后，也随之付诸东流。勒·西弗带着工会剩余的2500万法郎资金前往Royale-les-Eaux赌场，试图在苏联政府注意到之前弥补他造成的损失。
MI6派遣精通百家樂的詹姆斯·邦德前往赌场，设法让勒·西弗破产，迫使他向英国政府寻求庇护后向SMERSH告密。邦德在百家乐游戏中击败了勒·西弗，拿走了他所有的钱。于是勒·西弗绑架了邦女郎慧絲柏·蓮，以引诱邦德落入陷阱并拿回他的钱。陷阱奏效后，勒·西弗用除塵拍殴打邦德的生殖器，折磨邦德让他交出钱。勒·西弗的行动突然被一名SMERSH特工打断，作为对勒·西弗输掉资金的惩罚，这名特工用一把消音TT手槍射瞎了他的双眼。
据法国媒体报道，勒·西弗的自杀使法国共产党在莫里斯·多列士中风后陷入混乱，勒·西弗所在的工会也跟着破产。这些事件被苏联视为耻辱，除了《生死关头》中Mr. Big的死亡和失败之外，还导致了发生在《俄罗斯之恋》中的事件。

### 小说中的追随者
- 巴兹尔 (Basil) —— 精通武术的保镖，以殴打邦德为乐。后被SMERSH特工杀死。
- 克拉特 (Kratt) —— 勒·西弗的保镖，使用手杖枪，曾威胁邦德要在赌桌上打残他。后被SMERSH特工杀死。

## 电影里的人物经历（1967年版）

奧森·威爾斯在1967年的电影《007: 皇家赌场》中饰演该角色。

在1967年版的同名电影《007: 皇家赌场》中，勒·西弗作为一名反派登场。
和小说情节相似，勒·西弗在百家乐赌桌上输了一大笔钱后负责为SMERSH追回这笔钱。他首先尝试通过拍卖中国、美国和苏联军事人物和政治人物的不雅照片来筹集资金，但这一计划被詹姆斯·邦德的女儿玛塔·邦德阻止。他只好回到百家乐赌桌上试图赢回资金，在那里他遇到了伊芙琳·特雷布尔(Evelyn Tremble)——一名百家乐能手，她被邦德招募以阻止勒·西弗筹集资金。勒·西弗试图通过表演复杂的魔术来分散特雷布尔的注意，但还是未能阻止特雷布尔的获胜。他选择绑架特雷布尔，并对其施以迷幻药物进行折磨，以取回资金。当电影中的主要反派，Dr. Noah，带着勒·西弗的SMERSH雇主射杀他时，酷刑被打断。

## 电影里的人物经历（2006年版）
在 2006 年改编的电影《007：大战皇家赌场》中，勒·西弗由丹麦演员麦斯·米科尔森 (Mads Mikkelsen)饰演。MI6认为 勒·西弗是阿尔巴尼亚人，无国籍，他是一名资助国际恐怖主义的私人银行家。他左眼患有泪血症，情绪波动时会流出血泪。他穿着完美的黑色西装，患有轻微哮喘，需使用沙丁胺醇吸入器。与小说设定不同的是，电影中的勒·西弗没有任何意识形态的动机，他说驱动他做出行动的信念来自于“合理的投资回报率”。 M暗示勒·西弗与基地组织合谋策划了911袭击事件，或者至少计划通过事先卖空航空公司的大量股票以便从袭击事件中获利。

电影开始时，怀特先生联系了勒·西弗，向他介绍了乌干达圣灵抵抗军领袖史蒂文·奥班诺 (Steven Obanno) ，安排他为奥班诺洗几箱钱。勒·西弗将这笔钱与其他债权人的资金一起投资给飞机制造商SkyFleet。尽管SkyFleet的股价在推出新型飞机后一路飙升，但勒·西弗还是计划以看跌的方式卖空该公司的股票，为此他策划在该公司研发的新型客机执行首次飞行的仪式上摧毁该飞机。后来该计划被邦德成功阻止，勒·西弗也因此损失超过1亿美元。 
为了防止客户发现他擅自挪用资金的事情，他前往黑山皇家赌场举办并参加了一场高风险的德州撲克锦标赛，试图以此挽回损失。邦德被派去阻止勒·西弗赢回这笔钱，迫使其向MI6寻求庇护，以换取有关其债权人和雇主的信息。英国财政部派了一名会计师慧絲柏·蓮陪同邦德，以确保这笔钱被正确地使用。
比赛期间，发现了资金异常的奥班诺带着他的副手闯入了勒·西弗的酒店房间，制服了他的女友瓦伦卡，并打算勒毙他。勒·西弗对此提出请求，并得到了最后一次赢回钱的机会。
在后续的比赛中，勒·西弗最终输给了邦德，一气之下勒·西弗绑架了琳德，迫使邦德落入他的陷阱。勒·西弗将邦德绑在地下室，并用船绳的尾端对邦德的睾丸进行了鞭打，以此威胁邦德交出银行账户的密码。最后因事情败露，在折磨邦德的过程中被自己头目派来的组织特工闯入并射杀。
勒·西弗在电影续集《007：大破量子危机》中被提及，并且在MI6的背景图中出现过。
在2009年发行的《007：大破量子危机》电子游戏中，勒·西弗以同一形象出现。在MI6的任务简报中，他的出生名是“Jean Duran”。他是一位数学天才和国际象棋神童，他的能力使他能够通过博弈遊戲赚取大笔的钱财，并且他喜欢通过玩扑克来引人注目。
据《007：幽灵党》中透露，勒·西弗与《007：大破量子危机》的主要反派多米尼克·格林 (Dominic Greene) 和《007：天幕杀机》的主要反派拉乌尔·席尔瓦 (Raoul Silva) 一起，是幽灵党组织及其头目恩斯特·斯塔夫罗·布洛菲尔德 (Ernst Stavro Blofeld) 的特工。

## 出场作品

### Eon出品
- 《007：大战皇家赌场》（2006）
- 《007：大破量子危机》（2008） – 仅在照片中被提及
- 《007：惡魔四伏》（2015）——仅在档案片段和照片中被提及

### 非Eon出品
- 《Climax!》（CBS电视剧《Climax!》中的一集 ，1954）
- 《007：皇家赌场》 （哥伦比亚影业发行，1967）